# Siegfried Schlegel
Siegfried Schlegel (* 5. August 1928 in Bockau; † 24. Februar 2022) war ein deutscher Geografielehrer, Heimatforscher und Autor.

## Leben
Schlegel wuchs in der erzgebirgischen Gemeinde Bockau auf. Nach einem 1951 absolvierten Pädagogikstudium nahm er eine Tätigkeit als Fachlehrer für Geografie auf. Er war unter anderem in Spitzkunnersdorf, in Seifhennersdorf, in Großschönau und in Lohsa im Schuldienst tätig. Er wurde 1971 an der Naturwissenschaftlichen Fakultät der Martin-Luther-Universität Halle-Wittenberg zum Dr. rer. nat. promoviert. Das Thema seiner Dissertation war Ausbildung und räumliche Ordnung periglaziärer Decken in der südöstlichen Oberlausitz und ihre Beziehungen zur Bodenbildung. Ab 1978 lebte er in Demitz-Thumitz, wo er an der Steinmetzschule unterrichtete. Nachdem er sich als bekennender Christ weigerte, die vormilitärische Ausbildung von Lehrlingen in der Gesellschaft für Sport und Technik zu unterstützen, schied er 1983 aus dem Schuldienst aus und war anschließend als Erzieher in einem Kinderheim tätig. Nach der Wende war er bis zum Eintritt in den Ruhestand 1993 Dezernent für Bildung und Kultur im Landratsamt Bischofswerda.
Er befasste sich mit geografischen,  landes- und heimatkundlichen Themen zur Lausitz. Schlegel war Autor zahlreicher Fachartikel und -bücher. Er verfasste unter anderem den Tourist Wanderatlas zum Zittauer Gebirge, den Brockhaus-Stadtführer zu Zittau und den Lusatia-Reiseführer zu Bautzen. Im Husum Verlag erschien 2013 der landeskundliche Band Die Oberlausitz: ein liebenswertes Stück Deutschland. Daneben publizierte er auch Aufsätze zu seiner westerzgebirgischen Heimat, Geschichten in erzgebirgischer Mundart und einige Romane.
Schlegel starb im Februar 2022 im Alter von 93 Jahren.